# 英吉利 (印第安納州)
英吉利（英語：English）是一個位於美國印第安纳州克勞福德縣的城市。根據2010年美國人口普查，該地人口為645人，而該地的面積約為7.88平方千米。同時該地也是克勞福德縣的縣治。

## 地理
英吉利的座標為38°20′08″N 86°27′38″W / 38.33556°N 86.46056°W，而該地的平均海拔高度為154米（即505英尺）。